# Marc-Antoine Soucy
Marc-Antoine Soucy (Amos, 22 april 1995) is een Canadees voormalig wielrenner die in 2018 reed voor Silber Pro Cycling. Hij is de oudere broer van wielrenner Jean-François Soucy.

## Carrière
Als junior werd Soucy in 2012, achter Nigel Ellsay, tweede op het nationale kampioenschap tijdrijden.
In 2017 behaalde Soucy zijn eerste UCI-overwinning als eliterenner door de laatste etappe van de Grote Prijs van Saguenay op zijn naam te schrijven: in Chicoutimi versloeg hij Stephen Bassett en Ben Wolfe in een sprint met drie. Door zijn overwinning steeg hij naar de achttiende plaats in het eindklassement en de tweede plaats in het jongerenklassement. Later die maand werd hij tweede op het nationale wegkampioenschap, waar Matteo Dal-Cin hem versloeg in een sprint-à-deux. Halverwege juli verruilde hij zijn ploeg Garneau Québecor voor Silber Pro Cycling.

## Overwinningen
2017
4e etappe Grote Prijs van Saguenay

## Ploegen
- 2015 –  Garneau Québecor
- 2016 –  Garneau Québecor
- 2017 –  Garneau Québecor (tot 12-7)
- 2017 –  Silber Pro Cycling (vanaf 13-7)
- 2018 –  Silber Pro Cycling

Bassett · Chrétien · Côté · Cowan · Jamieson · Jean · Masbourin · Roberge · Roth · Samuel · Soucy · Staples · Vandale · Zukowsky